# ان سکستون
ان سکستون (انگلیسی: Anne Sexton؛ ۹ نوامبر ۱۹۲۸ – ۴ اکتبر ۱۹۷۴) شاعر آمریکایی بود. وی در سال ۱۹۶۷ برنده جایزه پولیتزر برای شعر شد. او یکی از پیشگامان و نامداران جنبش شعر اعتراف است که رویکردی تابوشکنانه به نابرابریهای جنسیتی موجود در زبان و هنر داشت.

## زندگی‌نامه
ان گری هاروی در ۹ نوامبر ۱۹۲۸ در شهر نیوتون، ماساچوست به دنیا آمد. مادرش ماری و پدرش رالف دو دختر بزرگتر از ان داشتند. ان بیشتر دوران کودکیش را در بوستون سپری کرد. در سال ۱۹۴۵ به مدرسه شبانه‌روزی راجرز هال در لوول، ماساچوست رفت. چندی بعد نیز، یک سالی را در کالج گارلند در بوستون درس خواند.

سکستون مدتی را به عنوان مدل در آژانس هارت کار کرد. در ۱۶ اوت ۱۹۴۸ با آلفرد مولر سکستون ازدواج کرد و تا سال ۱۹۷۳ با یکدیگر زندگی کردند. آنها دارای دو دختر به نام‌های لیندا گری و جویس لد بودند.

## مرگ

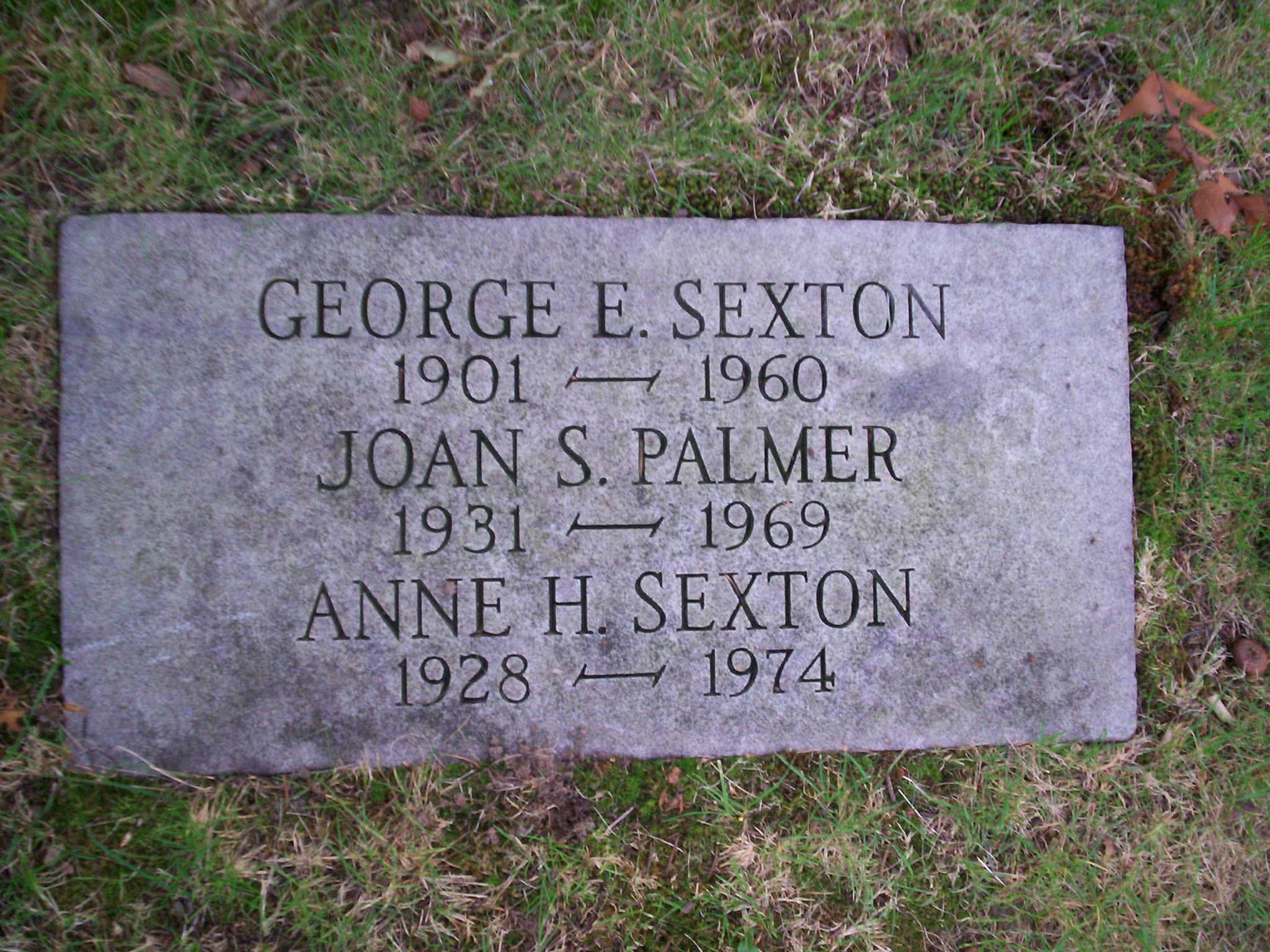
سنگ قبر سکستون

در ۴ اکتبر ۱۹۷۴ پس از آن که ان سکستون ناهار را با کومین صرف کرد به خانه بازگشت، کت خز قدیمی مادرش را پوشید، انگشترها را از دست درآورد، لیوانی ودکا برای خودش ریخت، در گاراژ را قفل کرد و ماشین را روشن کرد.

آن سکستون، که رابطه دوستانه‌ای با سیلویا پلات داشت، دربارهٔ خودکشی و مرگ گفته بود:
 
«سیلویا و من ساعت‌ها و با جزئیات کامل دربارهٔ اولین خودکشی مان حرف می‌زدیم. خودکشی در جایگاهی متضاد از شعر است. ما با اشتیاق از مرگ حرف می‌زدیم و همچون پروانه که به سمت چراغ کشیده می‌شود، به وسیله مرگ مکیده می‌شدیم»